# Anusine Oczko
Anusine Oczko (słow. Anitino očko) – jeden z Bystrych Stawów w Dolinie Bystrej w Tatrach. Znajduje się w Tatrach Zachodnich u stóp Zadniej Kopy, w bocznej kotlinie nazywanej Suchym Zadkiem. Anusine Oczko nie ma widocznego na powierzchni odpływu. Znajduje się wśród rumowiska głazów niemal pozbawionych roślinności.
Głębokość stawu według pomiarów Jerzego Młodziejowskiego z 1935 r. wynosi 2,9 m, powierzchnia 0,394 ha, wymiary 120 × 54,5 m. Wyniki późniejszych pomiarów czechosłowackich z lat 1961–1964: głębokość 4,3 m, powierzchnia 0,3505 ha (119 × 53 m), objętość 4744 m³. Według słowackiej bazy ZBGIS (2008 r.) powierzchnia jeziora wynosi 0,3107 ha. Lustro wody położone jest na wysokości 1839 m (według wcześniejszych pomiarów 1837 m, 1839 m lub około 1854 m).
Jerzy Młodziejowski dla jeziorka przejściowo używał nazwy Suchy Staw (nadanej od Suchego Zadku), jednak starsza jest forma Anusine Oczko, będąca kalką ze słowackiego Anitino očko, używanego przed 1935 r. przez pasterzy liptowskich.